# Fodó Sándor
Fodó Sándor (Visk, 1940. február 26. – Ungvár, 2005. május 11.) kárpátaljai magyar nyelvész, irodalmár, egyetemi tanár, politikus, a Kárpátaljai Magyar Kulturális Szövetség (KMKSZ) alapító elnöke.

## Élete
Iskoláit Visken végezte, majd a szovjet hadiflottánál szolgált. Az észtországi Tartu egyetemén szerzett nyelvészeti diplomát 1967-ben.
Kezdeményezésére, aktív közreműködésével 1989. február 26-án, Ungváron alakult meg a Kárpátaljai Magyar Kulturális Szövetség (KMKSZ), amelynek első elnökévé választották. Az 1990-es legfelső tanácsi választáson a KMKSZ jelöltként indította Fodót, aki azonban nem tudott bejutni a tanácsba. Fodó és a KMKSZ a Beregszászi Magyar Autonóm Körzet megalakulásáért küzdött, amit az Ukrán Legfelső Tanács elutasított.
1994-ben ismét parlamenti választásokon indult a KMKSZ jelöltjeként, de a második fordulóban vereséget szenvedett Tóth Mihálytól. Eközben a KMKSZ-t súlyos belső viták terhelték; előbb a beregszászi, majd az ungvári városi szervezet is kilépett a szövetségből.
1996 márciusában a KMKSZ VII. tisztújító közgyűlésén nem jelöltette magát újra elnöknek; utóda Kovács Miklós lett. Fodó tiszteletbeli elnök lett, és az is maradt haláláig. 1997 decemberében bejelentette, hogy az Ukrán Szociáldemokrata Párt jelöltjeként indul a következő tavaszi parlamenti választáson, ahol újfent nem tudott győzni.

## Emlékezete
- A KMKSZ 2005 szeptemberében Fodó Sándor-ösztöndíjat hozott létre kárpátaljai felsőoktatási intézmények hallgatói számára, akik jelentős szervező munkát fejtenek ki a magyarság érdekében.[2]
- 2008-ban Beregszászban utcát neveztek el róla.[3]